# Sabine Freitag

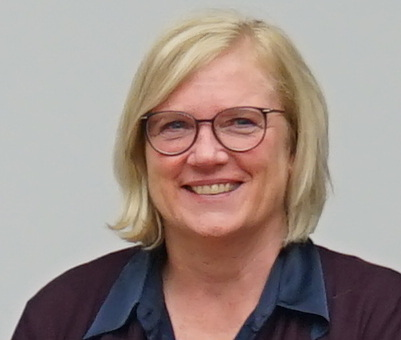
Sabine Freitag, 2023

Sabine Freitag (* 26. Mai 1962 in Offenbach am Main) ist eine deutsche Neuzeithistorikerin und Professorin für Neuere und Neueste Geschichte.

## Wissenschaftlicher Werdegang
Sabine Freitag studierte Mittlere und Neuere Geschichte, Germanistik sowie Philosophie an der Johann Wolfgang Goethe-Universität Frankfurt am Main und in Rom. Sie wurde 1995 in Frankfurt mit dem Thema Friedrich Hecker. Biographie eines Republikaners promoviert und ging 1996 für sechs Jahre als wissenschaftliche Mitarbeiterin an das Deutsche Historische Institut in London. Von 2003 bis 2007 arbeitete sie am Historischen Seminar der Universität zu Köln im DFG-Schwerpunktprogramm Wissenschaft, Politik und Gesellschaft (SPP 1143). Im Jahr 2009 habilitierte Freitag in Köln mit dem Thema Science and Citizenship. Kriminalität, Wissenschaft und Zivilgesellschaft in England, 1830–1945. Es folgten Lehraufträge und Lehrstuhlvertretungen an verschiedenen Universitäten (Universität Köln, Universität Frankfurt, Ludwig-Maximilians-Universität München und Christian-Albrechts-Universität zu Kiel). Seit 2012 ist sie Lehrstuhlinhaberin für Neuere und Neueste Geschichte unter Einbeziehung der Landesgeschichte an der Otto-Friedrich-Universität Bamberg.

## Schriften (Auswahl)
- mit Gabriele Wiesemann (Hrsg.): Bamberg – Militär und Stadt. Imhof, Petersberg 2019.
- Kriminologie in der Zivilgesellschaft. Wissenschaftsdiskurse und die britische Öffentlichkeit, 1830–1945 (= Veröffentlichungen des Deutschen Historischen Instituts London. 73). Oldenbourg, München 2014, ISBN 978-3-486-70488-4 (Vollständig zugleich: Köln, Universität, Habilitations-Schrift, 2009/2010).
- mit Monika Löscher: Vereine als Vermittler zwischen Wissenschaft und Öffentlichkeit. In: Sybilla Nikolow, Arne Schirrmacher (Hrsg.): Wissenschaft und Öffentlichkeit als Ressourcen füreinander. Studien zur Wissenschaftsgeschichte im 20. Jahrhundert. Campus, Frankfurt am Main u. a. 2007, ISBN 978-3-593-38489-4, S. 339–346.
- als Herausgeberin mit Désirée Schauz: Verbrecher im Visier der Experten. Kriminalpolitik zwischen Wissenschaft und Praxis im 19. und frühen 20. Jahrhundert (= Wissenschaft, Politik und Gesellschaft. 2). Franz Steiner, Stuttgart 2007, ISBN 978-3-515-09055-1.[2]
- Friedrich Hecker. Two Lives for Liberty. St. Louis Mercantile Library – University of Missouri – St. Louis, St. Louis MO 2006, ISBN 0-9639804-7-5.
- Friedrich Heer: Für eine gerechte Welt. Große Dokumente der Menschheit. Überarbeitet und erweitert von Sabine Freitag und Klaus Günther. Primus, Darmstadt 2004, ISBN 3-89678-246-0.
- als Herausgeberin: Exiles from European Revolutions. Refugees in Mid-Victorian England. Berghahn Books, New York NY u. a. 2003, ISBN 1-57181-330-6.